# Enrico Curati
Enrico Camillo Catello Gaetano Emilio Curati (Castellammare di Stabia, 12 agosto 1842 – Napoli, 30 marzo 1906) è stato un politico italiano.